# China Yangtze Power
China Yangtze Power (SSE: 600900) (CYPC) er et kinesisk vandkraftselskab med hovedsæde i Beijing. Selskabet er børsnoteret på Shanghai Stock Exchange, men en kontrollerende aktiepost indehaves af moderselskabet det statsejede China Three Gorges Corporation (CTGPC，中国长江三峡集团公司). 
China Yangtze Power producerer og sælger elektricitet til sine kunder. Virksomheden er etableret 4. november 2002 og blev børsnoteret på Shanghai Stock Exchange 18. november 2003. China Yangtze Power opstod gennem et samarbejde mellem de kinesiske virksomheder: Huaneng Power International, China National Nuclear Corporation, China National Petroleum Corporation, Gezhouba Water Resources and Hydropower Engineering Group og institutionen Changjiang Institute of Survey, Planning, Design and Research.

## De Tre Slugters Dæmning
De Tre Slugters Dæmnings vandkraftværk blev fuldt operationelt i 2010 og har en installeret kapacitet på 18,2 GW (26 x 700 MW). Disse enheder blev gradvist overtaget fra majoritetsejeren China Three Gorges Corporation efterhånden som de blev færdigbygget. 

## Gezhouba vandkraftværk
Virksomheden er operatør af vandkraftværket i Gezhouba Water Control Project. Selskabet har fuldt ejerskab over Gezhouba transformatorstation. 

## Marked
Virksomheden sælger sin elektricitet gennem State Grid Corporation of China primært til det centrale Kina (Hubei, Hunan, Henan, Jiangxi og Chongqing), østlige Kina (Shanghai, Jiangsu, Zhejiang og Anhui) og Guangdong-provincen.